# Metal Slug 7
Metal Slug 7 (メタルスラッグ 7?, Metaru Suraggu Sebun) è uno sparatutto a scorrimento per Nintendo DS, settimo capitolo della saga omonima. Uscito in Giappone il 22 luglio 2008, era previsto per il Nord America il 18 novembre 2008, ma la data d'uscita venne spostata al 28 novembre. Nello stesso periodo è stato pubblicato anche in Europa.
Le versioni per PSP e Xbox 360 sono state messe in commercio in Giappone il 23 dicembre 2009 (dal 2010 nel resto del mondo). Il gioco è intitolato Metal Slug XX (Double X) (メタルスラッグ XX?, Metaru Suraggu Daburu Ekkusu) ed è una versione aggiornata di Metal Slug 7 con nuovi contenuti. Metal Slug XX è stato in un secondo momento reso disponibile anche per PS Vita (tramite la compatibilità con i titoli PSP) e Xbox One (tramite il programma di retrocompatibilità con i titoli Xbox 360). Al PAX EAST 2018 è stato annunciato Metal Slug XX per PlayStation 4 che presenta nuovi contenuti rispetto alle versioni PSP e Xbox 360, tale versione è uscita il 29 maggio 2018. È stato pubblicato anche su Steam il 1º febbraio 2019.

## Trama
I pochi ribelli rimasti si sono rifugiati su un'isola, detta Garbage Island, nel bel mezzo dell'oceano Pacifico. Dopo un attacco da parte dei peregrine falcons, si apre una strana porta temporale che teletrasporta una versione futuristica dei ribelli di Morden. Sarà compito dei nostri eroi fermarli, grazie anche a veicoli nuovi venuti dal medesimo futuro.

## Personaggi
Il gioco ha lo stesso set di personaggi di Metal Slug 6 con le rispettive abilità:
- Marco: la sua arma predefinita (Pistola a difficoltà Normale e Difficile, Heavy Machine Gun a difficoltà Facile) è due volte più forte del normale.
- Tarma: durante la guida di uno Slug (un veicolo), la durata e gli effetti di potenziamento sono raddoppiati; inoltre, la potenza del cannone Vulcan aumenta del 50%. È anche in grado di usare il Vulcan Fix su un qualsiasi veicolo.
- Fio: inizia ogni missione con la Heavy Machine Gun (in modalità Facile inizia con la Big Heavy Machine Gun da Metal Slug X e 3). La fornitura d'armi, inoltre, aumenta del 50%.
- Eri: riceve il doppio di granate dall'inizio della partita o dalla rifornitura d'armi. Durante il lancio, è possibile regolarne la direzione.
- Ralf: la velocità dell'attacco Mischia è raddoppiata, a scapito del numero di armi e riforniture che vengono dimezzate. Può inoltre usare l'attacco speciale 'Vulcan Punch', in grado di danneggiare anche i veicoli. Per perdere una vita deve ricevere due colpi, anziché uno.
- Clark: il suo attacco speciale 'Argentina Backbreaker' lo rende temporaneamente invulnerabile e gli permette di accumulare moltissimi punti.

## Modalità di gioco
Ci sono sette livelli e tre gradi di difficoltà: Facile, Normale e Difficile. Il touch screen è utilizzato per la visualizzazione della mappa di ogni livello, rendendo più facile al giocatore l'individuazione dei potenziamenti e dei prigionieri da liberare. Il gioco vede l'introduzione della Lista dei prigionieri nel menù principale e il ritorno della modalità Scuola di Combattimento, nata in Metal Slug.
Inoltre è stata introdotta una nuova arma la "T" Thundershot che spara fulmini blu che si dirigono automaticamente verso il nemico.

### Ambientazione
Mission 1: è ambientata in una vecchia miniera situata probabilmente nel Canada meridionale.
Mission 2: l'ambientazione è in un antico deposito sotterraneo scavato nelle umide terre dei Paesi Bassi; fa ripensare anche alle miniere che sia i Paesi Bassi sia il Lussemburgo usarono per gli scambi commerciali.
Mission 3: è ambientata nelle riconoscibili grotte di Pastena.
Mission 4: è ambientata sulle acquose montagne del Niagara, visibili anche le cascate e i monumenti.
Mission 5: è ambientata in alcuni antichi vicoli di una città in Grecia, visibili i materiali chiari e duri delle strutture presenti in tutto il livello.
Mission 6: è ambientata nella freddissima e bianchissima Alaska, molto realistica anche la prospettiva degli abeti verdi che appaiono sullo schermo all'inizio del livello.
Final Mission: l'ambientazione è in accampamenti militari posti in Florida vicino a Miami.

## Nuovi veicoli
Sono presenti tre nuovi veicoli:
- Slug Truck: una macchina simil-treno che funziona in modo simile al Metal Slug, con l'eccezione del cannone che deve essere collegato all'unità.
- Slug Gigant: lo Slug Gigant è un robot gigante dotato di una grande potenza di fuoco. Il suo Wave Cannon può neutralizzare il fuoco nemico con l'attacco mischia.
- Heavy Armor: ha sia il Vulcan sia il cannone. Può scorrere ad alta velocità.

## Colonna sonora
Le canzoni nel gioco sono composte da Toshikazu Tanaka dopo il suo lavoro in Metal Slug 5. La colonna sonora ufficiale chiamata "Metal Slug 7 Original Soundtrack ~"Tunes Limited Edition~" è stata messa in commercio nel negozio iTunes giapponese l'8 agosto 2008.

## Metal Slug XX
In questa versione, rispetto a Metal Slug 7, si aggiungono i seguenti contenuti:
- Nuovo commentatore.
- Revisionati e aggiornati i livelli.
- Strade alternative presenti nel 1º livello (1 strada) e nel 5° (2 strade).
- Inserimento dei nemici alieni nelle strade alternative del 5º Livello.
- Modificate le collocazioni di armi, veicoli, oggetti e prigionieri (compresi anche elementi nascosti)
- È possibile scaricare e usare il personaggio di Leona Heidern, la sua mossa Moon Slasher è molto potente e distrugge i proiettili nemici, senza però far ottenere dei punti al giocatore. Ha delle capacità in comune con Marco, Tarma, Eri e Fio, che però, sono leggermente inferiori a quelle loro e, ogni volta che perde una vita (con l'eccezione di quella che precede i Continua) ritorna in gioco con le stesse armi che avrebbe perso.
- Possibilità di giocare in due tramite modalità online e wireless (e in locale per le versioni Xbox 360/One e Playstation 4)